# 圣宠谷

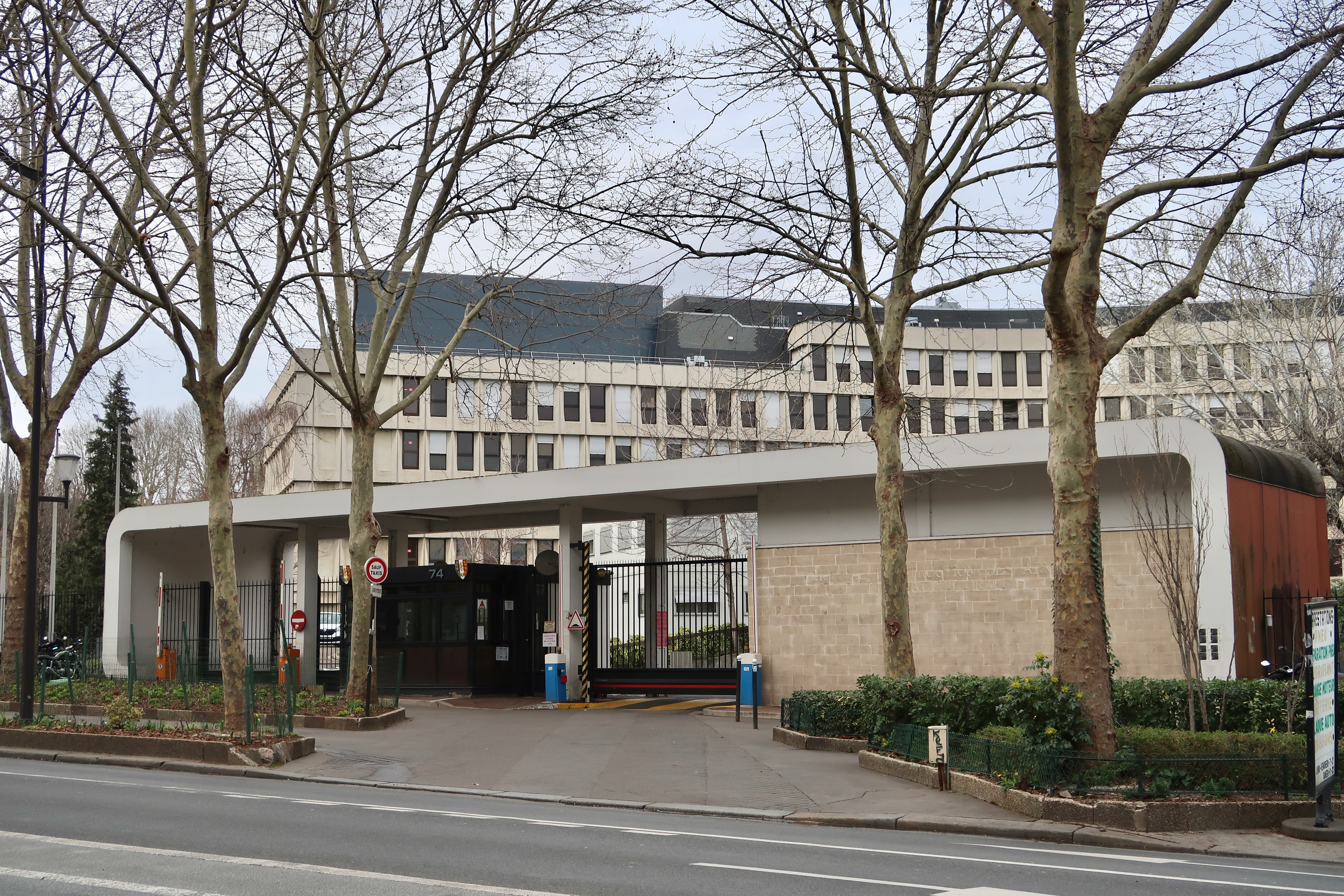
现代医院的入口

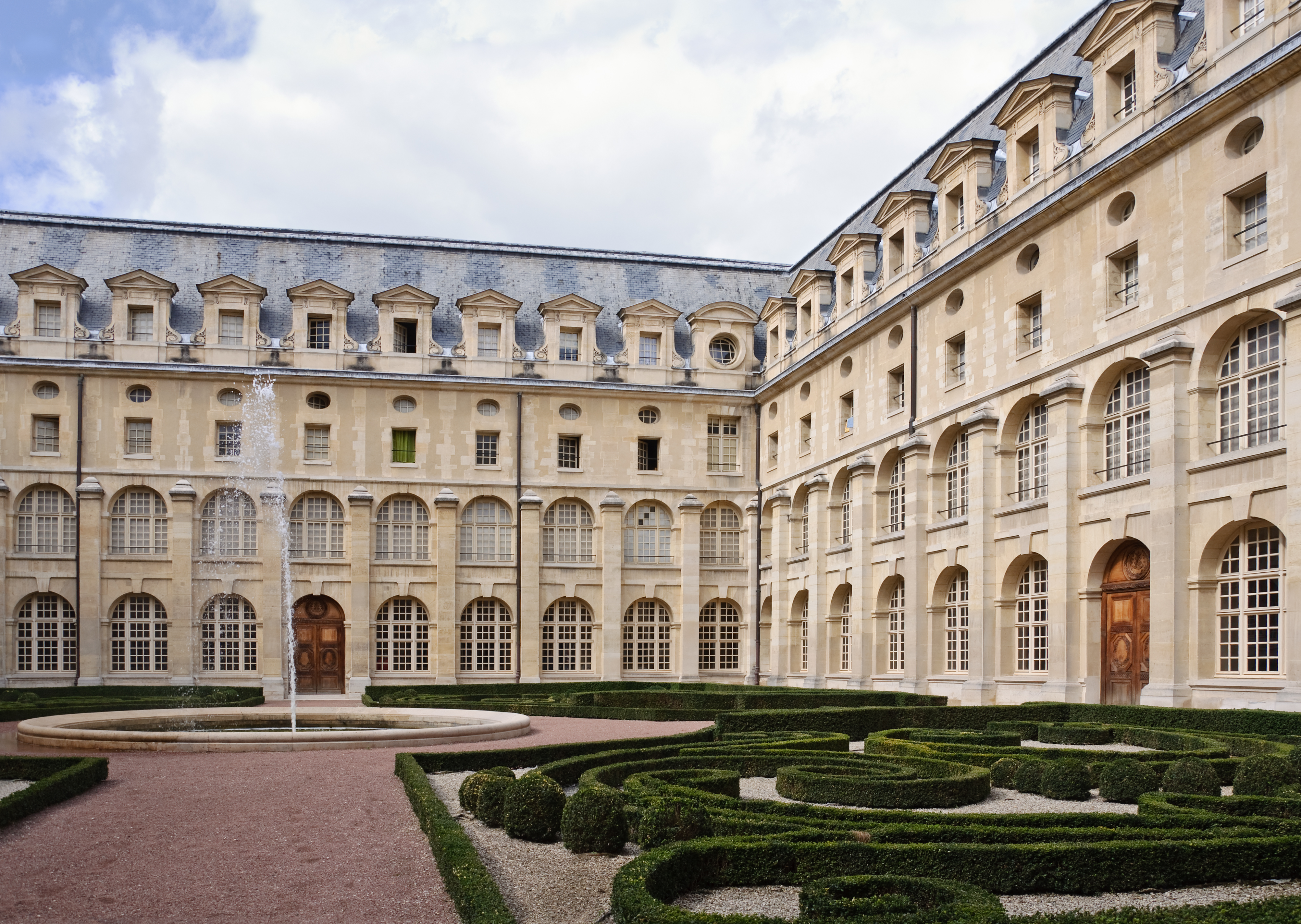
旧楼

48°50′21″N 2°20′40″E / 48.83917°N 2.34444°E
圣宠谷（法語：Val-de-Grâce）是法国首都巴黎第五区的一所军医院。
圣宠谷教堂（48°50′26″N 2°20′31″E / 48.84056°N 2.34194°E）由路易十三的妻子，王后奥地利的安妮下令修建。她婚后23年无子女，因此在生下儿子路易十四后，为感激圣母，在本笃会修道院的土地上修建了这座教堂。1665年4月1日，7岁的路易十四主持了圣宠谷的奠基典礼。
圣宠谷教堂是一座典型的巴洛克建筑，拥有美丽的曲线，装饰华丽和谐，于1667年完工。
法国革命期间，本笃会修女为受伤的革命者提供治疗，因此免受亵渎和破坏，而其他巴黎著名教堂都未能幸免（如圣母院变为仓库）。因此，这座教堂保留了革命前精美豪华的内部装潢。革命后，这里变为一所军医院。
目前，原来的建筑用作办公和教学场所（École d'application du Service de santé des armées）；真正的医疗设施位于东面新建的大楼内。
東翼新建的医院兴建于1970年代，于1979年完工，內有350个床位及提供各种專科門診服務，必要時可向军事人员以及法国社会保障体系下的所有求診者提供医疗服务。
院内有拿破仑的私人医生的雕像。
教堂边的修道院今天是法国军医博物馆。参观教堂和博物馆需要付费，教堂内亦不允许拍照。

## 琐事
1990年，越南皇帝咸宜帝的独子阮福明德在此去世。1997年7月30日，83岁的越南末代皇帝保大帝在此去世。